# عزور
عزور هي قرية لبنانية من قرى قضاء كسروان في محافظة جبل لبنان.